# Nashville Predators
I Nashville Predators sono una squadra professionistica di hockey su ghiaccio con sede a Nashville, Tennessee. Fondata nel 1998, la squadra milita nella National Hockey League (NHL) come membro della Central Division nella Western Conference, e gioca le partite casalinghe alla Bridgestone Arena sin dalla fondazione. I Predators sono affiliati a un paio di franchigie delle leghe minori come i Milwaukee Admirals dell'American Hockey League (AHL) e i Florida Everblades dell'ECHL. I colori sociali sono il giallo e il blu mentre il logo, tenendo fede al nome "Predators", rappresenta il volto di un felino predatore, più precisamente una tigre dai denti a sciabola.
Miglior risultato nella loro poco più che ventennale storia sono le finali di Stanley Cup nel 2017, in cui sono usciti sconfitti dai Pittsburgh Penguins in sei partite. Nella stagione successiva hanno vinto il loro primo President's Trophy; vale a dire il trofeo alla squadra che raccoglie più punti al termine della regular season prima dei playoff.

## Nascita della franchigia

Logo precedente (1998-2011).

Alla fine del 1995 iniziarono a circolare voci secondo cui i New Jersey Devils si sarebbero trasferiti a Nashville per giocare nella nuova Nashville Arena. L'amministrazione cittadina offrì un bonus trasferimento di 20 milioni di dollari a qualsiasi squadra che avesse deciso di trasferirsi nell'impianto cittadino. I Devils decisero di rimanere nel New Jersey e fu allora che il commissario della Nhl, Gary Bettman, confermò che Nashville sarebbe stata presa in considerazione come città per una franchigia di espansione. L'arena aprì nel 1996 e l'anno seguente un gruppo guidato dall'uomo d'affari del Wisconsin, Craig Leipold, fece una presentazione formale davanti alla NHL chiedendo una franchigia. Quando Bettman e funzionari della lega giunsero a Nashville per visitare l'arena, migliaia di persone si radunarono nella piazza vicina chiedendo a gran voce l'ingresso nella lega. A giugno arrivò il permesso per Nashville.
Il 25 settembre 1997 Leipold tenne una conferenza stampa in cui fu svelato il nuovo logo; una tigre dai denti a sciabola. Il logo era un riferimento a uno scheletro parziale di Smilodon trovato sotto il centro di Nashville nel 1971 durante la costruzione dell'edificio della First American National Bank, ora la UBS Tower. 
Una volta svelato il logo partì il contest pubblico per scegliere il nome della franchigia. Tra le proposte ci furono i nomi di Ice Tigers, Fury, Attack e Predators. Il 13 novembre Leipold annunciò in una successiva conferenza stampa la vittoria del nome Predators.

## I primi anni: dal 1998 al 2005
I Predators iniziano a giocare durante la stagione 1998-99 scendendo sul ghiaccio per la prima volta il 10 ottobre 1998 perdendo 1-0 in casa contro i Florida Panthers. La prima vittoria arriva tre sere dopo contro i Carolina Hurricanes 3–2. I Predators nel loro primo anno arrivano penultimi nella Western Conference con un record di 28–47–7 mentre nella stagione 1999-2000 concludono con un record simile arrivando ultimi dietro i Calgary Flames. 
Nella stagione 2000-2001 Nashville chiude la stagione al decimo posto nella Western Conference a dieci punti su un posto nei playoff con un totale di 80 punti totali. Durante la stagione 2001-2002 si registra la centesima vittoria il 6 dicembre 2001 diventando la seconda squadra di espansione più veloce degli anni '90 a raggiungere le cento vittorie. Dopo un'anonima stagione 2002-2003, nel 2003-2004 i Predators arrivano ottavi nella Western Conference, qualificandosi per la prima volta alla post season e venendo eliminati dai Detroit Red Wings in sei partite nel primo turno dei playoff. La stagione 2004-2005 vede invece la serrata tra proprietari e giocatori della NHL che blocca il campionato.

## Gli anni dal 2005 al 2014: playoff e nuovo declino
Dopo la serrata, nel 2005-2006 i Predators stabiliscono un record vincendo le prime quattro partite con un gol ciascuna. Tuttavia vengono poi eliminati dai San Jose Sharks in cinque partite nel primo turno dei playoff. Nel 2006-2007  concludono la stagione al quarto posto nella Western Conference con un record di franchigia di 110 punti venendo nuovamente eliminati dagli Sharks al primo turno dei playoff. Nonostante alcuni voci iniziate a circolare nel 2007 circa un eventuale trasferimento della franchigia in un'altra città, l'ambiente rimane abbastanza unito e concentrato sul ghiaccio, arrivando all'ottavo posto in regular season per poi uscire con i Red Wings nel primo turno. Il 2008-2009 inizia con poche aspettative e termina infatti con un decimo posto che non garantisce l'accesso ai playoff per la prima volta dopo cinque stagioni. Con la stagione 2009-10 torna anche la qualificazione ai playoff contro i Chicago Blackhawks al primo turno perdendo la serie complessiva in sei partite. Nel 2010-11 riescono a raggiungere per la prima volta il secondo turno dei playoff, uscendo sconfitti 4-2 nella serie con i Vancouver Canucks.
Il 22 giugno 2011 i Predators svelano il logo modificato con la combinazione di colori semplificata in blu, oro e bianco ed eliminando arancione, argento e acciaio. Viene inoltre introdotto anche un nuovo logo alternativo, che rifacendosi alla cultura folk dello stato del Tennessee, incorpora elementi di un plettro per chitarra e la bandiera dello Stato. 
All'inizio della stagione 2011-12 i Predators firmano con il portiere Pekka Rinne un contratto di sette anni da 49 milioni di dollari. È il più grande contratto nella storia della franchigia, oltre a rendere Rinne il portiere più pagato della NHL. Per il secondo anno consecutivo e la seconda volta nella storia della squadra, i Predators passano una serie al primo turno nei playoff della Stanley Cup, battendo questa volta i Red Wings 4-1 e uscendo per mano dei Phoenix Coyotes.
Nel 2012-2013 a seguito del blocco delle partite, i Predators non riescono a qualificarsi per i playoff nella stagione ridotta; la prima volta dal 2008-2009. Nel 2013 i Predators firmano dai Philadelphia Flyers il giocatore Shea Weber con un'offerta mostruosa di 110 milioni di dollari per 14 anni, di cui 68 milioni come bonus di firma. Si tratta del contratto più ricco nella storia della NHL in termini di denaro totale e durata dell'accordo, superando il precedente record contrattuale stabilito da Thomas Vanek. Anche nel 2013-14 la franchigia non raggiunge i playoff per la seconda stagione consecutiva, costringendo la dirigenza a non rinnovare il contratto di Barry Trotz come capo allenatore dopo 15 anni e chiudendo di fatto un'era che andava avanti dalla nascita della franchigia. Il 6 maggio 2014, i Predators annunciano Peter Laviolette come nuovo allenatore.

## Dal 2014 al 2020: Era Laviolette e prima finale di Stanley Cup
La cura del nuovo coach si vede subito nei risultati e nella prima stagione di Peter Laviolette come capo allenatore i Predators tornano ai playoff 2015, venendo eliminati al primo turno in sei partite dai Chicago Blackhawks. Nel 2015-16 i risultati migliorano ulteriormente con la vittoria al primo turno playoff contro gli Anaheim Ducks, uscendo al turno successivo in sette partite per opera dei San Jose Sharks.
Nel 2016 i Predators ospitano l'All-Star Game della National Hockey League alla Bridgestone Arena.
La stagione 2016-17 è la migliore nella storia della franchigia con l'arrivo per la prima volta alla finale di Stanley Cup. Durante l'anno i Predators segnano per la prima volta anche il record del tutto esaurito nelle 41 partite casalinghe della regular season. Nei playoff spazzano via al primo turno i più quotati Chicago Blackhawks e al secondo turno i St. Louis Blues, qualificandosi per la prima volta alla finale della Western Conference. In finale eliminano anche gli Anaheim Ducks registrando un nuovo record di quella stagione, ovvero essere diventati la prima squadra in vent'anni a ottenere dieci vittorie consecutive in casa nella postseason. Nelle finali della Stanley Cup 2017, i Predators escono sconfitti dopo sei gare contro i Pittsburgh Penguins.
La stagione 2017-18, giocata come squadra vice-campione in carica, vede i Predators conquistare il loro primo Presidents' Trophy; il trofeo riservato alla squadra che ha fatto più punti nella regular season, andando di fatto a chiudere il biennio 2017-2018 come quello al momento più ricco di soddisfazioni per la giovane franchigia del Tennessee. In quella stagione, dopo aver eliminato i Colorado Avalanche nel primo turno dei playoff, vengono eliminati dai Winnipeg Jets al secondo turno. Le due stagioni seguenti si chiudono con un calo di prestazioni della squadra, che inducono la dirigenza a chiudere nel 2020 l'era Laviolette, comunque per il momento la migliore nella storia della franchigia.

## Dal 2020 ad oggi: Era Hynes
A metà della stagione 2019-20 John Hynes viene assunto come terzo allenatore nella storia della franchigia. In una stagione segnata dalla sospensione a causa della pandemia Covid, i Predators si qualificano al primo turno playoff venendo però eliminati dagli Arizona Coyotes. Stesso copione nel 2020-21, con l'uscita al primo turno questa volta per mano dei Carolina Hurricanes.

## Premi NHL e trofei
Presidents' Trophy
- National Hockey League 2017-2018

Lester Patrick Trophy
- David Poile: 2000–01

Bill Masterton Memorial Trophy
- Steve Sullivan: 2008–09

NHL Foundation Player Award
- Mike Fisher: 2011–12

Mark Messier Leadership Award
- Shea Weber: 2015–16

NHL First All-Star Team
- Shea Weber: 2010–11, 2011–12

NHL Second All-Star Team
- Pekka Rinne: 2010–11
- Shea Weber: 2013–14, 2014–15

NHL All-Rookie Team
- Filip Forsberg: 2014–15

Selezionati per l'All-Star Game
- Sergei Krivokrasov: 1998–99
- Kimmo Timonen: 1999–2000, 2003–04, 2006–07
- Tomáš Vokoun: 2003–04
- Jason Arnott: 2007–08
- Shea Weber: 2008–09, 2010–11, 2011–12, 2014–15, 2015–16
- Ryan Suter: 2011–12
- Pekka Rinne: 2014–15, 2015-16
- Filip Forsberg: 2014–15
- Roman Josi: 2015–16
- James Neal: 2015–16
- P.K. Subban: 2016–17

## Record individuali della franchigia
- Maggior numero di partite giocate: David Legwand, 956
- Maggior numero di partite giocate per un portiere: Pekka Rinne, 508
- Maggior numero di gol in una stagione: Jason Arnott; Filip Forsberg, 33 (2008-09; 2015-16)
- Maggior numero di assist in una stagione: Paul Kariya, 54 (2005–06)
- Maggior numero di punti in una stagione: Paul Kariya, 85 (2005–06)
- Maggior numero di minuti di penalità in una stagione: Patrick Côté, 242 (1998–99)
- Maggior numero di gol in una stagione per un difensore: Shea Weber, 23 (2008–09 e 2013–14)
- Maggior numero di punti in una stagione per un difensore: Roman Josi, 65 (2019-20)
- Maggior numero di gol in una stagione per un rookie: Filip Forsberg, 26 (2014–15)
- Maggior numero di punti in una stagione per un rookie: Filip Forsberg, 63 (2014–15)
- Maggior numero di gare vinte per un portiere in una stagione: Pekka Rinne, 43 (2011–12)
- Maggior numero di partite senza subire gol: Pekka Rinne, 7 (2008–09 e 2009-10)